# Bahnstrecke Lübtheen–Malliß
| Kursbuchstrecke: | 110h (1946)          |                   |                   |
| Streckenlänge: | 23,3 km              |                   |                   |
| Spurweite: | 1435 mm (Normalspur) |                   |                   |
| |                      |                   |                   |
| \| \| 0,0 \| Lübtheen \| Lübtheen \| \| \| 2,1 \| Jessenitz (Meckl) \| Jessenitz (Meckl) \| \| \| 8,6 \| Alt Jabel \| Alt Jabel \| \| \| 12,5 \| Woosmer \| Woosmer \| \| \| 17,9 \| Raddenfort \| Raddenfort \| \| \| 20,0 \| Heiddorf \| Heiddorf \| \| \| \| von Dömitz \| \| \| \| 23,3 \| Malliß \| Malliß \| \| \| \| nach Conow \| \| \| \| \| nach Schwerin \| \| \| \| \| \| \| \| Quellen: [1] \| \| \| \| |                      |                   |                   |
| Kopfbahnhof Streckenanfang (Strecke außer Betrieb) | 0,0                  | Lübtheen          | Lübtheen          |
| Bahnhof (Strecke außer Betrieb) | 2,1                  | Jessenitz (Meckl) | Jessenitz (Meckl) |
| Bahnhof (Strecke außer Betrieb) | 8,6                  | Alt Jabel         | Alt Jabel         |
| Bahnhof (Strecke außer Betrieb) | 12,5                 | Woosmer           | Woosmer           |
| Haltepunkt / Haltestelle (Strecke außer Betrieb) | 17,9                 | Raddenfort        | Raddenfort        |
| Haltepunkt / Haltestelle (Strecke außer Betrieb) | 20,0                 | Heiddorf          | Heiddorf          |
| Abzweig geradeaus und von rechts (Strecke außer Betrieb) |                      | von Dömitz        | von Dömitz        |
| Bahnhof (Strecke außer Betrieb) | 23,3                 | Malliß            | Malliß            |
| Abzweig geradeaus und nach rechts (Strecke außer Betrieb) |                      | nach Conow        | nach Conow        |
| Strecke (außer Betrieb) |                      | nach Schwerin     | nach Schwerin     |
| |                      |                   |                   |
| Quellen: |                      |                   |                   |

Die Bahnstrecke Lübtheen–Malliß war eine Nebenbahn in Mecklenburg-Vorpommern. Sie begann in Lübtheen und führte nach Malliß, wo sie in die Bahnstrecke Dömitz–Schwerin einmündete. Sie diente vorrangig dem Güterverkehr. Die Strecke wurde nach 1945 als Reparation für die Sowjetunion abgebaut.

## Geschichte

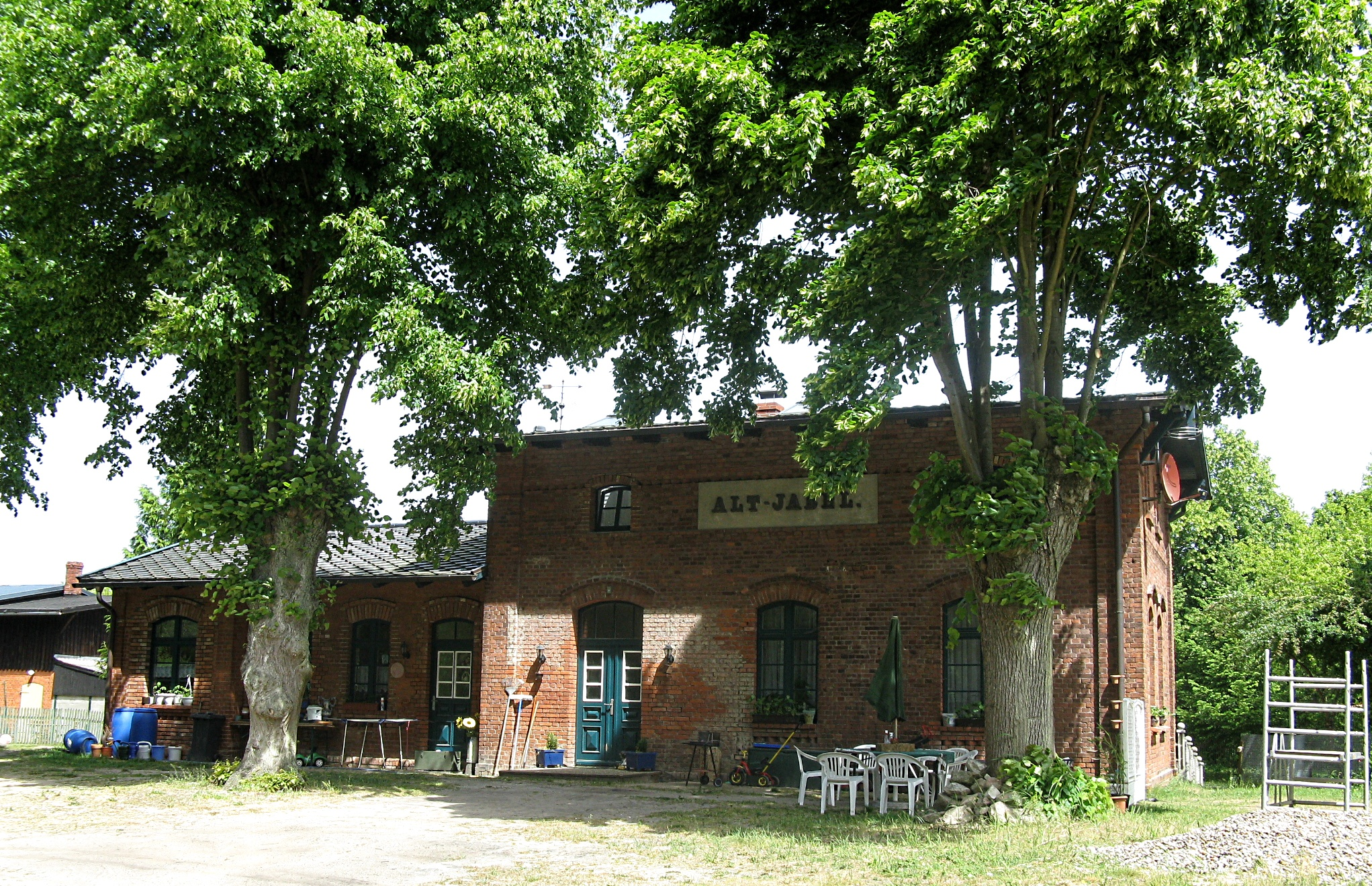
Bahnhof Alt Jabel (2008)

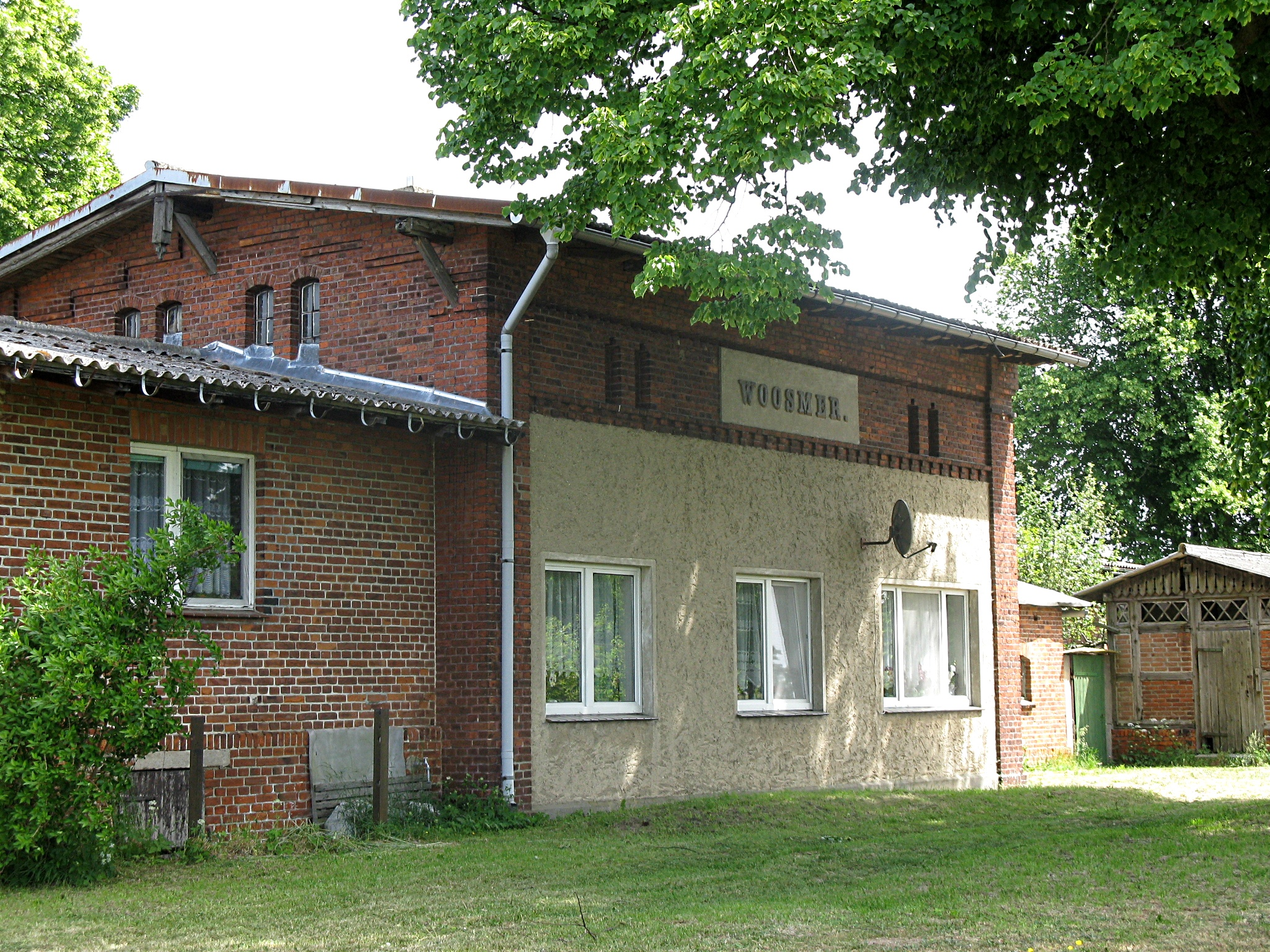
Bahnhof Woosmer (2008)

Während die Großherzoglich Mecklenburgische Friedrich-Franz-Eisenbahn eine Bahnstrecke von Ludwigslust nach Dömitz plante, die später Teil einer Verbindung Schwerin–Uelzen werden sollte, bemühte sich die Gemeinde Jessenitz unweit von Lübtheen um eine Zweigbahn, die von dieser ausgehen sollte.
Die Schachtbaugesellschaft Jessenitz wurde daraufhin mit den Vorarbeiten zur Strecke beauftragt. Während diese im Gange waren, änderte man die Planungen dahingehend, dass die Strecke nun etwa zwei Kilometer bis Lübtheen verlängert werden sollte. Am 28. Juli 1888 erfolgte die Genehmigung durch die außerordentliche Versammlung der Aktionäre der Friedrich-Franz-Eisenbahn. Die Bauarbeiten verliefen etwa zeitgleich zum Bau der Hauptbahn Ludwigslust–Dömitz. Da letztere auf dem Nordabschnitt noch nicht fertiggestellt war, erfolgte am 29. Dezember 1889 zunächst nur die Eröffnung zwischen Dömitz und Malliß, allerdings zusammen mit der neuen Strecke nach Lübtheen, so dass hier von Beginn an der durchgehende Verkehr möglich war.
Von den insgesamt fünf Unterwegshalten wurden bis auf den Haltepunkt Heiddorf alle mit Anlagen für den Personen- und Güterverkehr ausgelegt. Letztere dienten vor allem der lokalen Landwirtschaft sowie den Kalisalzbergwerken in und um Lübtheen. Täglich fuhren zunächst zwei, nach Eröffnung der Strecke Malliß–Ludwigslust drei Zugpaare auf der Strecke. Mitunter wurden diese bis nach Ludwigslust durchgebunden.
Abgesehen von dem spärlichen Güterverkehr erlangte die Strecke jedoch nie große Bedeutung. 1945 erfolgte aufgrund des voranschreitenden Krieges die Einstellung des Betriebs. Etwa 1946 wurde die Strecke abgetragen und das Material als Reparationsleistung in die Sowjetunion gebracht.